# Spencer Barrett

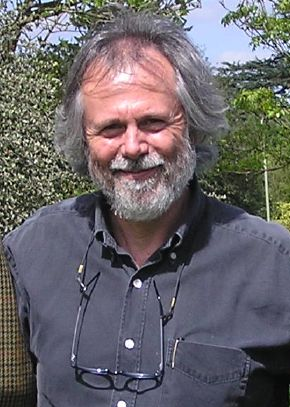
Barrett in 2005

Spencer Charles Hilton Barrett (Hertfordshire, 7 juni 1948) is een Canadees botanicus.
In 1971 behaalde hij zijn Hons. B.Sc. aan de University of Reading in de Engelse stad Reading. In 1977 behaalde hij een Ph.D. aan de University of California, Berkeley. In 1977 werd hij assistant professor aan de University of Toronto. In 1986 werd hij hier gepromoveerd tot full professor (hoogleraar).
Vanaf 2001 bekleed Barrett aan de University of Toronto een Canada Research Chair in de evolutionaire genetica aan het Department of Ecology and Evolutionary Biology. Hier leidt hij een onderzoeksgroep in de evolutiebiologie van planten. Vanaf 1992 is hij onderzoeker bij de afdeling botanie van het Royal Ontario Museum.
Barrett is gespecialiseerd in de voortplantingsbiologie en genetica van bedektzadigen, bestuiving, de evolutiebiologie van bloemen en tweehuizigheid, de populatiebiologie en populatiegenetica van planten, evolutie op eilanden, de systematiek en evolutiebiologie van waterplanten, de ecologie en genetica van invasieve plantensoorten en de gevolgen voor het milieu van genetisch gemodificeerde gewassen.
Barrett is betrokken geweest bij diverse ontdekkingen. Hieronder zijn de eerste experimentele demonstratie van de selectieve verwijdering van gedeleteerde genen na inteelt, de eerste genetische schattingen van de effectieve grootte van populaties, bewijs voor de rol van genetische drift bij de initiatie van adaptieve veranderingen bij het kweken van planten, de verborgen kosten van zelfbestuiving vanwege minder voortplantingsmogelijkheden door mannelijke vruchtbaarheid, het eerste experimentele bewijs ter ondersteuning van de Darwiniaanse hypothese voor de adaptieve significantie van tristylie (het bestaan van drie morfologische vormen van bloemen met verschillende grootte, vorm en plaatsing van stamper en meeldraden), de evolutiebiologie en functie van spiegelsymmetrische bloemen,
Barrett heeft meerdere eerbewijzen ontvangen. In 1997 was hij Visiting Mellon Scholar bij de Rancho Santa Ana Botanic Garden. Van de Natural Sciences and Engineering Research Council of Canada kreeg hij in 1988 de EWR Steacie Memorial Fellowship. In 2003 kreeg hij de Merit Award van de Botanical Society of America. In 2006 kreeg hij de Lawson Medal van de Canadian Botanical Association. In 2007 kreeg hij de Premier's Discovery Award in Life Science and Medicine van de regering van Ontario. In 2008 kreeg hij de Sewall Wright Award given by the American Society of Naturalists.
In 1999 werd Barrett samen met Richard Dawkins door de Kungliga Vetenskapsakademien gekozen als 'Distinguished Evolutionary Biologist' om zijn werk te presenteren bij de uitreiking van de Crafoordpriset ('Crafoordprijs'). Barret is sinds 1988 lid van de Royal Society of Canada en sinds 2004 is hij lid van de Royal Society of London. Tevens is hij lid van de Botanical Society of America.
Barrett is de (mede)auteur van meer dan tweehonderd artikelen in wetenschappelijke tijdschriften als American Journal of Botany, Annals of Botany, Annals of the Missouri Botanical Garden, International Journal of Plant Sciences, Nature, Philosophical Transactions of the Royal Society en Systematic Botany. Hij is de (mede)redacteur van boeken als The Evolution and Function of Heterostyly (1992), Major Evolutionary Transitions in Flowering Plant Reproduction (2008), Floral Biology - Studies on Floral Evolution in Animal-pollinated Plants (samen met David G. Lloyd, 1995) en Ecology and Evolution of Flowers (samen met Lawrence D. Harder, 2007) Hij is een van de paar Canadezen die zijn gevraagd om te schrijven voor Scientific American.